# Upstairs and Down
Upstairs and Down è un film muto del 1919 diretto da Charles Giblyn. La sceneggiatura di Lillian Ducey si basa sull'omonimo lavoro teatrale di Frederic Hatton e Fanny Hatton del 1916. Prodotto dalla Selznick Pictures Corporation, il film aveva come interpreti Olive Thomas, Rosemary Theby, Mary Charleson, David Butler e Robert Ellis che aveva ricoperto anche a Broadway lo stesso ruolo.

## Trama
La socialite Alice Chesterton, descritta dai più come una Baby vamp, trascura il noioso fidanzato Tom Carey per flirtare con gran parte degli ospiti maschili a un ricevimento di Long Island dato dalla signora Ives. Dopo aver incoraggiato Terence O'Keefe, un noto playboy e giocatore di polo irlandese, ad acquistare cavalli per l'esercito britannico, i due si rivedono in città, a uno spettacolo delle Midnight Frolic. La signora Ives, notando il comportamento disinibito della ragazza, convince sua sorella Betty, appena arrivata a New York, a occuparsi di lei. Ma quando Alice - gelosa della sorella che è fidanzata proprio con Terence - le rivela che lui "l'ha rovinata", Betty, sconvolta, proferisce pesanti accuse contro di lui. Terence riesce a convincerla della propria innocenza e Alice è costretta a confessare di essersi inventata tutto. Intanto Tom, il fidanzato della giovane femme fatale, consigliato da Terence, abbandona i suoi comportamenti accomodanti, sfoggiando nuove tattiche di corteggiamento degne di un uomo delle caverne che travolgono e conquistano Alice. Alla fine, i domestici, che hanno osservato attentamente tutte le attività del piano superiore, adottano le stesse tattiche emulando vezzi e comportamenti dei padroni.

## Produzione
La sceneggiatura si basa su un successo di Broadway che debuttò al Cort Theatre il 25 settembre 1916 restando in scena fino al luglio 1917 per un totale di 320 recite.
Il film fu il primo prodotto da Myron Selznick e la prima produzione della Selznick Pictures Corporation.

## Distribuzione
Il copyright del film, richiesto dalla Selznick Pictures Corp., fu registrato il 17 maggio 1919 con il numero LP13730.
Distribuito dalla Select Pictures Corporation (A Star Series Attraction) e presentato da Myron Selznick, il film uscì nelle sale cinematografiche statunitensi l'8 giugno 1919, dopo essere stato proiettato in maggio a Providence, nel Rhode Island.
Non si conoscono copie ancora esistenti della pellicola che viene considerata presumibilmente perduta.